# Залеђе судбине
Залеђе судбине је детективски роман Агате Кристи први пут објављено у Великој Британији од стране издавачке куће "Collins Crime Club" у октобру 1973. и у САД од стране издавачке куће "Dodd, Mead and Company" касније исте године. Издање у Великој Британији се продавало по цени од 2 фунте, а издање у САД по цени од 6,95 долара.
У књизи се појављују Кристини детективи Томи и Тапенс Бересфорд последњи пут. Ово је последњи роман који је Кристијева написала, али не и последњи који је објављен јер су после њега објављена два раније необјављена романа из 1940-их.
Бересфордови су приказани као пензионерски пар, али почињу да истражују нерешен случај који датира из Првог светског рата. Случај се односи на тровање шпијунке.
Ово је један од само четири Кристина романа који нису имали никакво прилагођавање, а остала три су Смрт долази на крају, Непознато одредиште и Путник за Франкфурт.

## Објашњење наслова
Наслов потиче из песме Капије Дамаска Џејмса Елроја Флекера. Песма се такође помиње у причи "Капија Багдада" у збирци прича Паркер Пајн истражује из 1934. године.

## Радња
Томи и Тапенс су одлучили да оду у пензију. Они су себи купили нову кућу, звану "Ловори". Кућа се налази у одмаралишту Холоквеј. Пар је наследио библиотеку претходних власника породице Лорелс, а Тапенс одлучује да среди своју збирку књига за децу. Она испитује примерак Црне стреле (1888) док се сећала да је читала овај роман у младости. Унутар књиге, Тапенс проналази скривену поруку: „Мери Џордан није умрла природном смрћу. Убио ју је неко од нас. Мислим да знам ко.
Тапенс тражи гроб Мери Џордан, али не може да га пронађе. Она уместо тога проналази гроб Александра Паркинсона који је био првобитни власник књиге и писац поруке. Александар је умро са 14 година. Истражујући прошлост породице Паркинсон, Тапенс открива да је Мери Џордан била au pair девојка која је радила за Паркинсонове. Мери је наводно умрла случајно због тровања једући смртоносне листове напрска. Листови су били убачени у салату коју је јела. Смрт се наводно догодила пре 60 година.
Томи и Тапенс прикупљају податке о Мери од остарелих сељана и сазнају да је била умешана у "тајне владине послове", међу којима су планови за развој нове подморнице. Томи зове своје бивше сараднике у британским обавештајним службама који потврђују овај податак. Бересфордови сазнају да је Мери и сама била британска тајна агенткиња.
Бересфордови су у почетку били задовољни истрагом овог нерешеног случаја, али њихов вртлар Исак Бодликот је убијен и остављен на њиховом прагу. Пар је очигледно близу откривања „давно сахрањене тајне“, а постоје тајанствени непријатељи спремни да их зауставе.

## Ликови
- Томас "Томи" Бересфорд
- Праденс "Тапенс" Бересфорд
- Алберт, собар Бересфордових
- Господин Робинсон
- Пуковник Пајквеј
- Хоршам
- Дебора, Томијева и Тапенсина ћерка
- Исак Бодликот, вртлар Бересфордових
- Ендру, Џенет и Розали, унучад Бересфордових

## Књижевни значај и пријем
Већина критичара је приметила како је овде приметно Кристино поодмакло доба. На пример, главни ликови Томи и Тапенс, такође поодмаклих година, као да у једном поглављу заборављају оно о чему су говорили у претходном поглављу. Изгледа да се неки разговори понављају изнова и изнова, пре него што се догоди било каква радња. Неке загонетке које су очигледне и лако решиве за читаоца заузимају поглавља којима ће се бавити главни ликови.
Морис Ричардсон из часописа Посматрач 11. новембра 1973. био је позитиван у својој рецензији: „Сада у својим седамдесетим годинама, Бересфордови, тај њен пар детектива-почетника за које су неки од нас сматрали да су превише расположени за утеху, стекли су прустовску сложеност. Кодна порука у Едвардијанској књизи за децу их доводи у везу са убиством гувернанте умешане у немачки шпијунски случај пре 1914. Прошлост и садашњост се задивљујуће преплићу. Упркос политичкој поводљивости. Ово је истински tour de force са звезданим делом за Ханибала, Манчестерског теријере."
Роберт Барнард је негативно написао да је Залеђе судбине "последња књига коју је Кристијева написала. Најбоље (и лако) заборављена."
Према Кембричком водичу за женско писање на енглеском, овај роман је један од „одвратних последњих романа” у којима Кристијева наводно „у потпуности губи контролу”.
Канадско проучавање које је упоредило текстове бројних Кристиних романа показало је да су њени каснији радови, укључујући Залеђе судбине, показали смањење речника за 30%. Ова промена, заједно са употребом неодређених речи и понављањем, сада су познати као назнаке Алцхајмерове болести, иако су прве службене дијагнозе овог облика деменције постављене тек након Кристине смрти у јануару 1976.

## Помињање других дела
Књига има много помињања ранијих романа и кратких прича у којима су се појавили Томи и Тапенс. Сазнајемо, прилично недоследно, да је Томијева и Тапенсина ћерка Дебора и сама сада мајка близанаца, иако је њено троје деце касније представљено као Ендру од 15 година, Џенет од 11 година и Розали од 7 година. Такође има обавештење да Томијева и Тапенсина усвојена ћерка Бети живи у Кенији и да је Ејми (претходно названа Мили у роману Трнци у прстима), супруга оданог собара Алберта, покојна већ „неко време“. Господин Робинсон, „жути, крупни човек“ из романа Путник за Франкфурт се појављује овде, као и пуковник Пајквеј и Хоршам, који је на тјаном задатку као вртлар.